# Беира
Беира (порт. Beira) је лучки град у Мозамбику и главни град области Софала. Налази се на левој обали реке Пунгуе код њеног ушћа у Индијски океан. У односу на главни град Мозамбика Мапуто, налази се 720 км североисточно. Број становника 2007. године био је 436 240.
Град је основало 1887. године Португалско удружење Мозамбика, под именом Нова Софала. Између 1892. и 1900. године железничка пруга је изграђена од овог лучког града према Родезији. Беира има статус града од 20. августа 1907. године. За време колонијалног периода, Беира је била значајна туристичка дестинација. Поплаве у Мозамбику 2000. године су погодиле и овај град као и многе друге делове Мозамбика, остављајући за собом милионе становника без кућа. Ове поплаве су утицале и на економски развој Беире.

## Становништво
| 1900  | 1940   | 1950   | 1960   | 1970    | 1980    | 1997    | 2007    |
| ----- | ------ | ------ | ------ | ------- | ------- | ------- | ------- |
| 7 200 | 24 700 | 42 000 | 58 200 | 113 770 | 230 744 | 412 588 | 436 240 |

## Саобраћај
Лука у Беири је од изузетног значаја како за Мозамбик тако и за суседне континенталне државе као што су Малави, Замбија и Зимбабве. Железничка пруга и нафтовод воде ка Зимбабвеу. Лучка активност је најзначајнија привредна грана града. Производи који се извозе из ове луке су шећер, дуван, кукуруз, памук, хром, бакар, олово, угаљ.
У Беири се налази и међународни аердором (ознака аеродрома је BEW).

## Партнерски градови
- Бендер
- Бристол
- Падова
- Seixal Municipality
- Амстердам
- Коимбра